# Међународни фудбал ван оквира Фифе
ФИФА је међународна фудбалска организација под окриљем које се одигравају сви мечеви њених чланица. Постоје фудбалска такмичења која се не одигравају под окриљем ФИФА организације. То су најчешће фудбалска такмичења клубова и територија (држава, острва, ентитета, региона унутар једне државе са етнички већинским другим народом, аутономних региона, ново-насталих држава) које ФИФА не признаје као своје пуноправне чланице. Сви тимови који не учествују у ФИФA такмичењима сматрају се националним фудбалским савезима који представљају свој регион.

## Национални фудбалски савези
Постоји шест категорија националних фудбалских савеза који представљају регионе a такмиче се ван окриља ФИФА организације.

### Регионални фудбалски савези
Прву категорију представљају фудбалске организације региона, ентитета који постоје и дјелују у оквиру већ постојеће фудбалске организације једне државе. На примјер, Фудбалски савез Републике Српске је један од оснивача Фудбалског савеза Босне и Херцеговине.
- Фудбалски савез Републике Српске
- Фудбалски савез Федерације Босне и Херцеговине
- Фудбалски савез Војводине

### Фудбалски савези аутономних региона
Другу категорију представљају националне организације аутономних региона, који нису званично признати од других држава. Фудбалски савез државе у склопу које дјелују их не признаје. Примјери оваквих националних тимова су Фудбалски савез Каталоније, Фудбалски савез Баскије, Фудбалски савез Галиције као и Фудбалски савез Сјеверног Кипра.
- Фудбалски савез Северног Кипра
- Фудбалски савез Каталоније
- Фудбалски савез Баскије
- Фудбалски савез Галиције
- Фудбалски савез Гренланда
- Фудбалски савез Тибета
- Фудбалски савез Корзике

### Фудбалски савези народа који немају своју државу
Трећу категорију представљају национални тимови народа који немају своју националну међународно признату државу, као ни свој аутономни регион. Примјери таквих народа су Лапонци који живе на сјеверу Скандинавског полуострва, затим Роми који се налазе по цијелој Европи и немају чак ни један регион у ком су етничка већина али имају национални фудбалски савез.
- Фудбалски савез Рома

### Фудбалски савези држава
Четврту категорију представљају национални савези међународно признатих држава које нису члнице ФИФА организације: Ватикан, Монако, Тувалу, Микронезија, Маршалска Острва, Палау, Науру, Кирибати, Јужни Судан и Уједињено Краљевство.
- Фудбалски савез Ватикана
- Фудбалски савез Монака
- Фудбалски савез Тувалуа
- Фубдалски савез Науруа
- Фудбалски савез Микронезије
- Фудбалски савез Маршалских Острва
- Фудбалски савез Палауа
- Фудбалски савез Кирибата
- Фудбалски савез Уједињеног Краљевства

### Фудбалски савези етничких мањина
Пету категорију представљају фудбалски савези националних мањина у некој држави. То су на примјер Фудбалски савез Мађара у Србији, Фудбалски савез Срба у Хрватској, Фудбалски савез Јермена у Аргентини.
- Фудбалски савез Асираца

### Фудбалски савези микронација
Последњу групу представљају фудбалски савези микронација, који нису чланови ФИФА организације и који се не такмиче у међународним фудбалским такмичењима. 
- Фудбалски савез Силенда